# Василев, Ганчо
Ганчо Василев (болг. Ганчо Василев; 11 октября 1920, Русе, Третье Болгарское царство — 20 февраля 2022) — болгарский футболист и футбольный тренер, играл на позиции атакующего полузащитника.

## Биография

### Игровая карьера
Начинал карьеру в клубе «Напредак» из города Русе. В 1941 году отправился в Германию, где играл за «Мюнхен 1860» и в 1942 году выиграл Кубок Германии. Затем Василев в течение четырёх сезонов играл в Чехословакии за «Бржевнов».
В 1949 году перешёл софийский ЦСКА, в составе которого отыграл два сезона. В 1951 году в составе ЦСКА выиграл чемпионский титул и Кубок Болгарии. Затем он играл за ВВС и «Локомотив», в котором также был играющим тренером.

### Признание и смерть
11 октября 2020 года отметил 100-летие, став старейшим по возрасту среди живых бывших игроков ЦСКА.
Скончался 20 февраля 2022 года в возрасте 101 года.

## Достижения
«Мюнхен 1860»
- Обладатель Кубка Германии (1): 1942

ЦСКА (София)
- Чемпион Болгарии (1): 1951
- Обладатель Кубка Болгарии (1): 1951